# Železniční trať Nezamyslice–Olomouc
Železniční trať Nezamyslice–Olomouc (v jízdním řádu pro cestující označená jako trať 301) je železniční trať vedoucí z Nezamyslic přes Prostějov do Olomouce. Je to jednokolejná elektrizovaná trať, součást celostátní dráhy, propojující hlavní trať Brno–Přerov s hlavní tratí Česká Třebová – Přerov. Provoz na trati byl zahájen 1. července 1870. Dne 16. prosince 1931 byla zprovozněna přeložka v Olomouci. V roce 1993 proběhla elektrizace celé trati.

## Stanice a zastávky

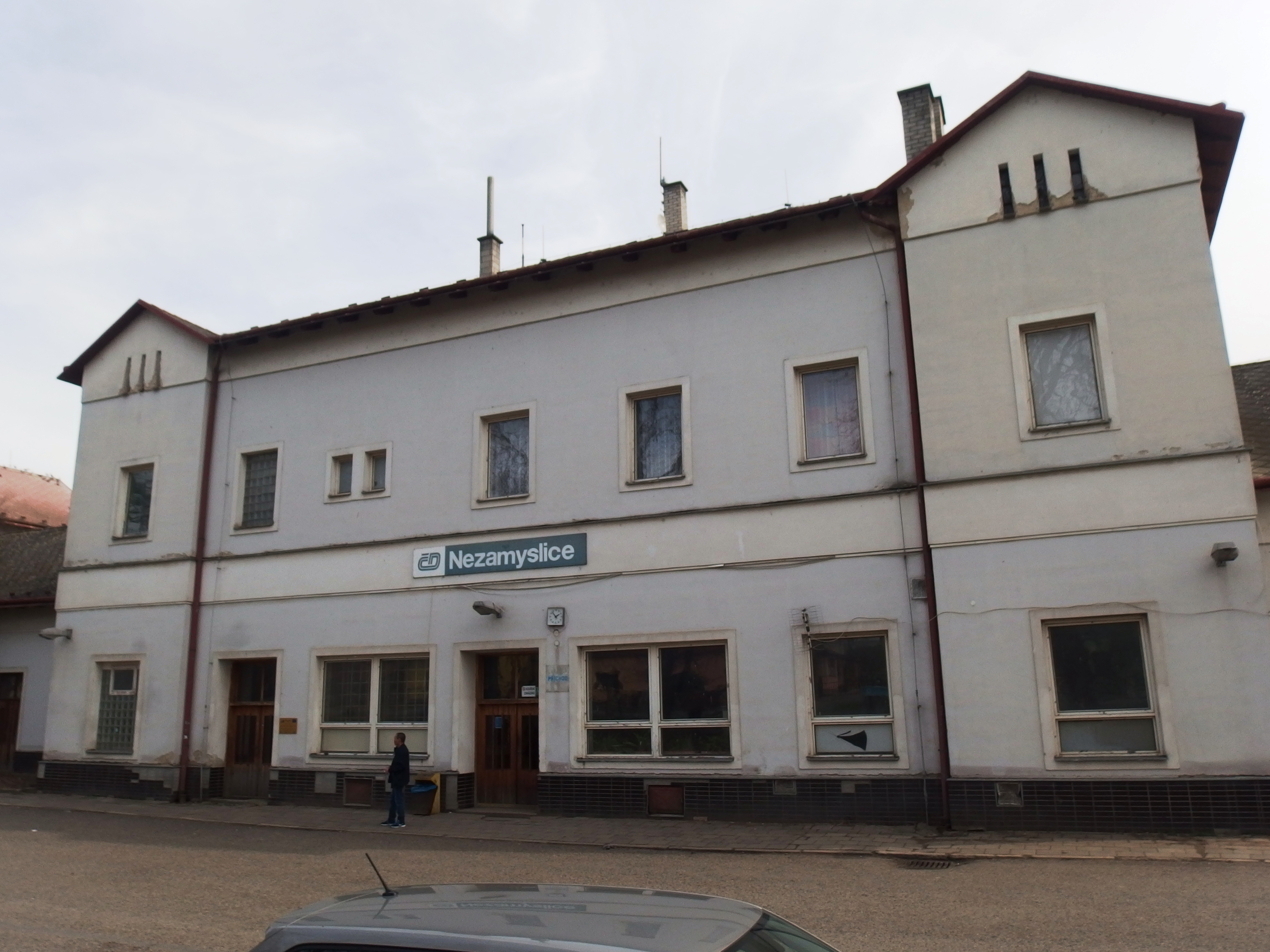
Nezamyslice
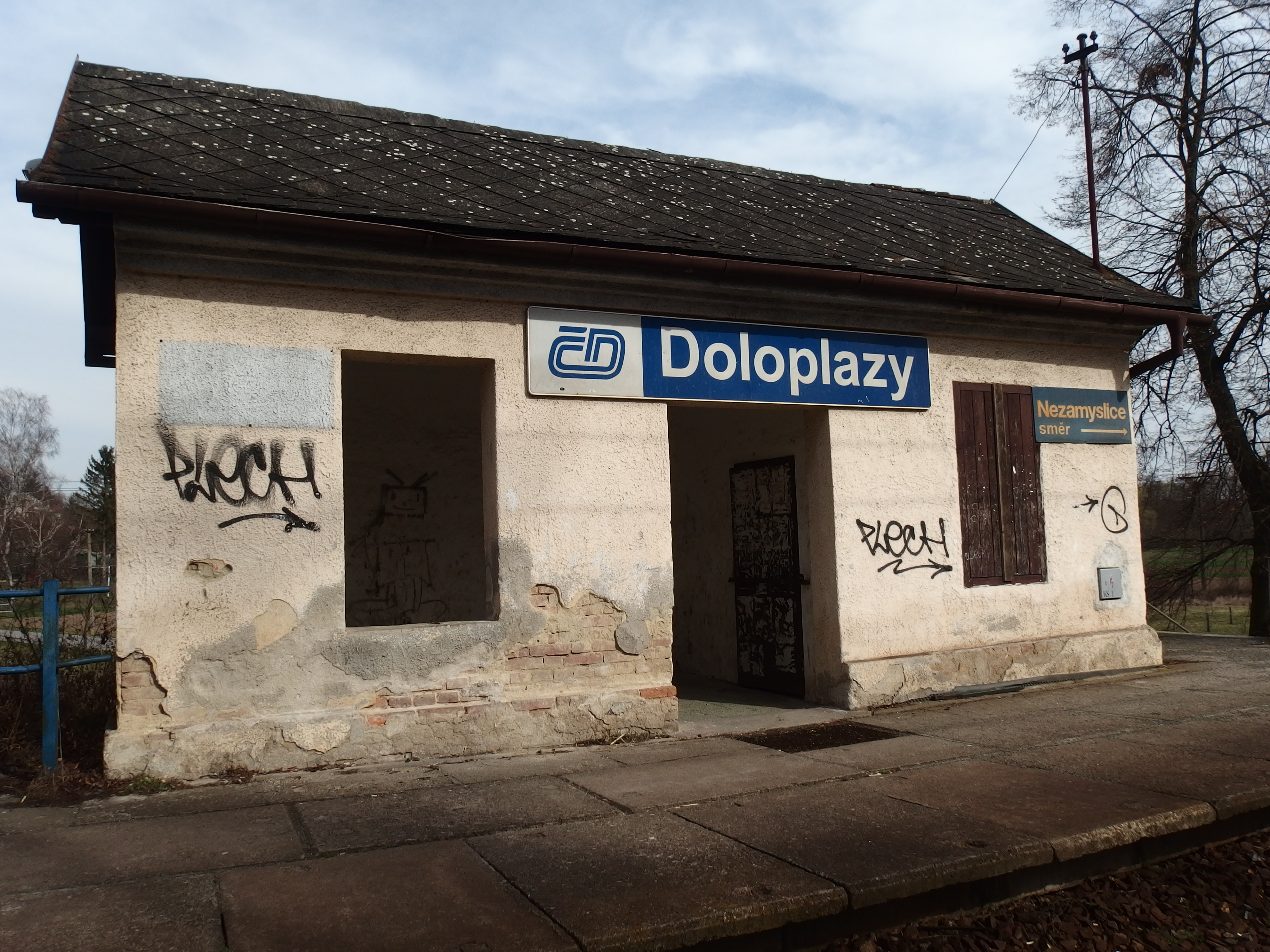
Doloplazy
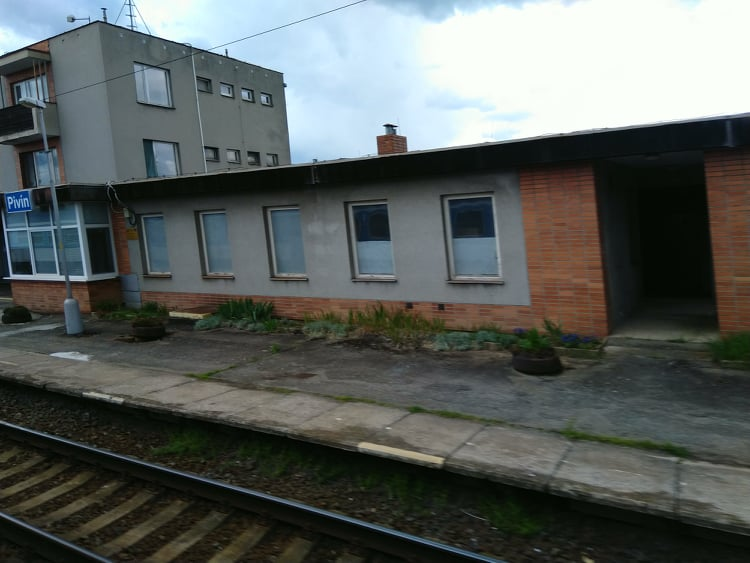
Pivín
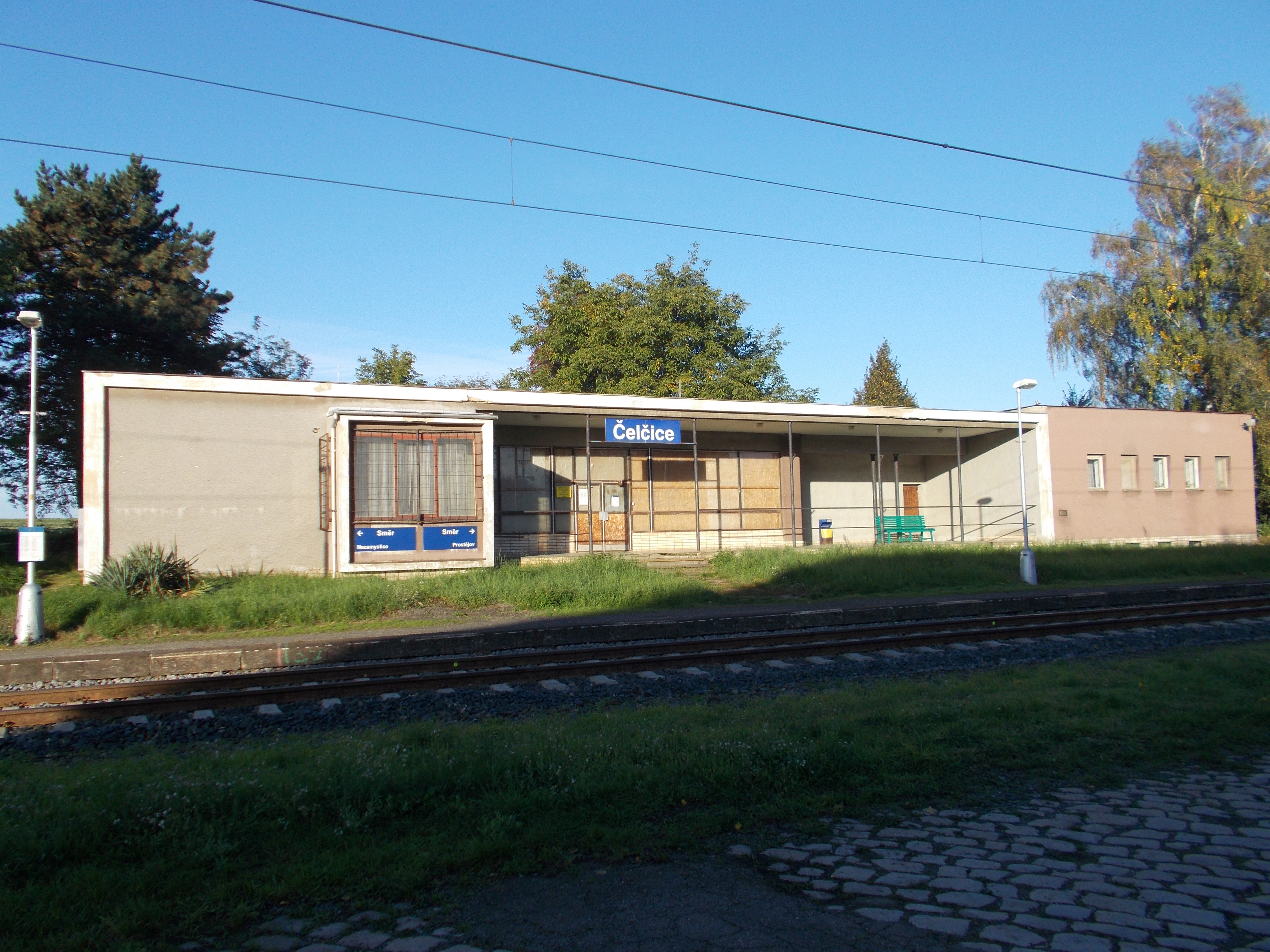
Čelčice
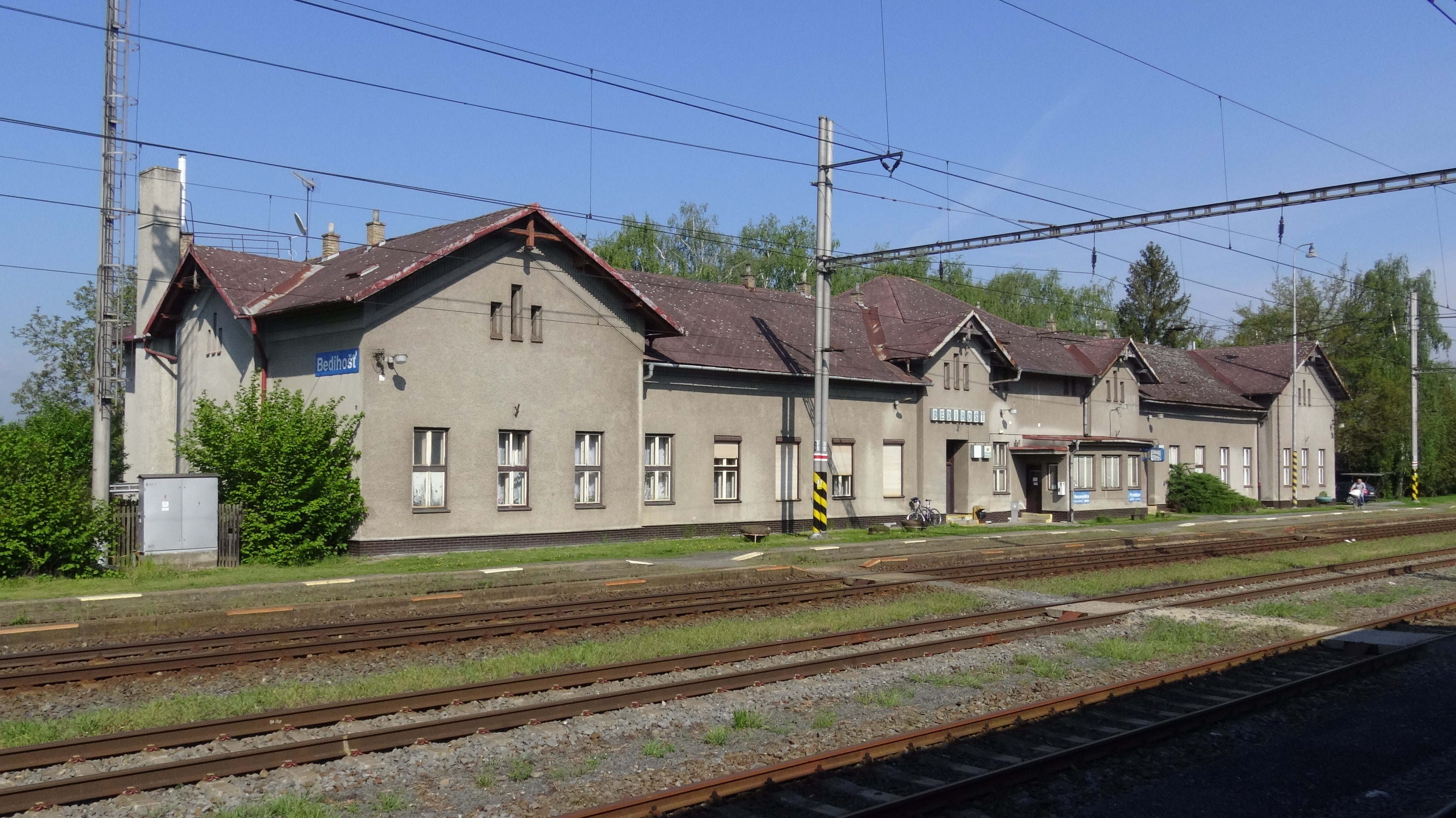
Bedihošť
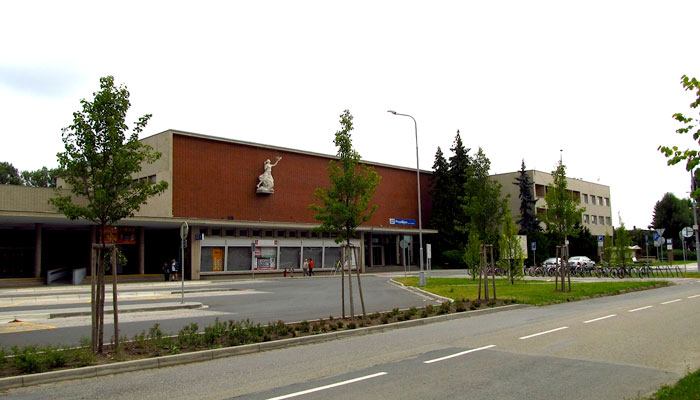
Prostějov hlavní nádraží
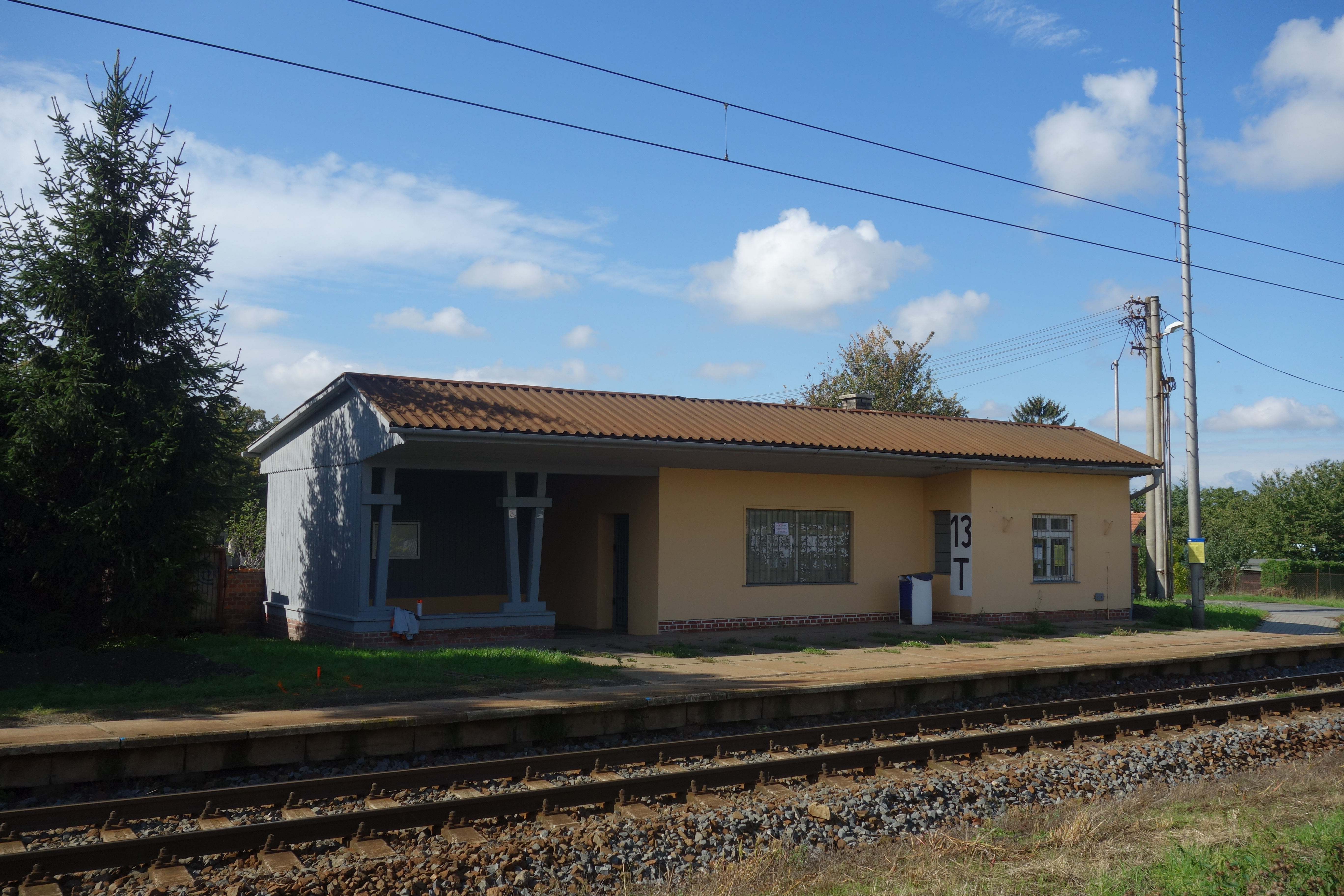
Vrahovice
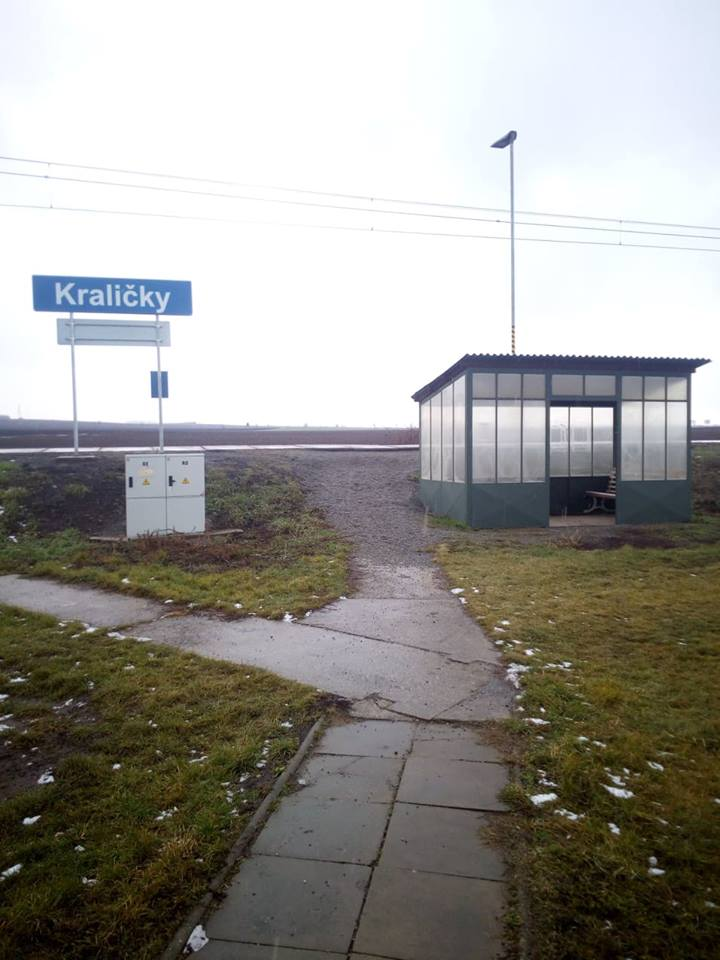
Kraličky
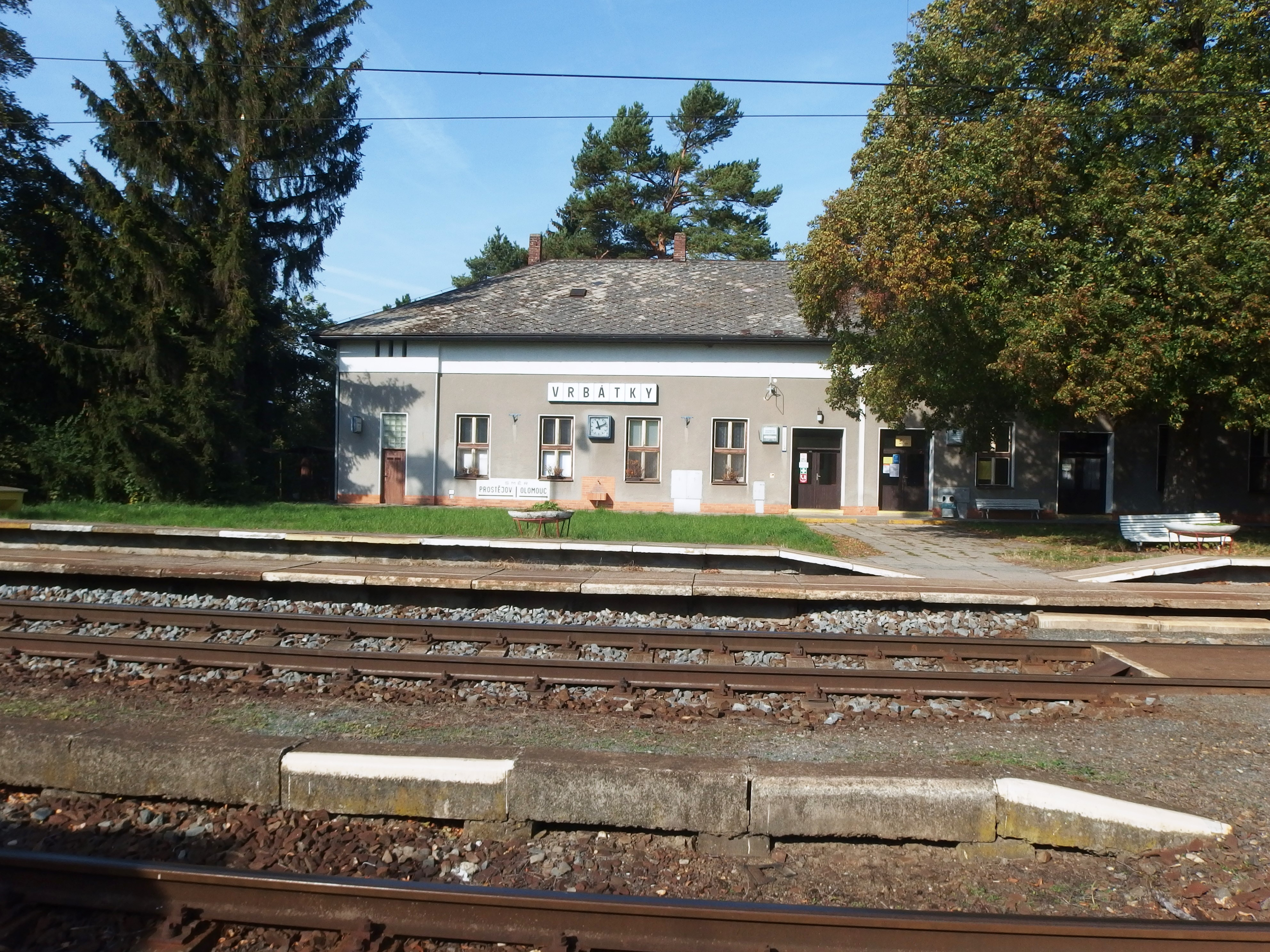
Vrbátky
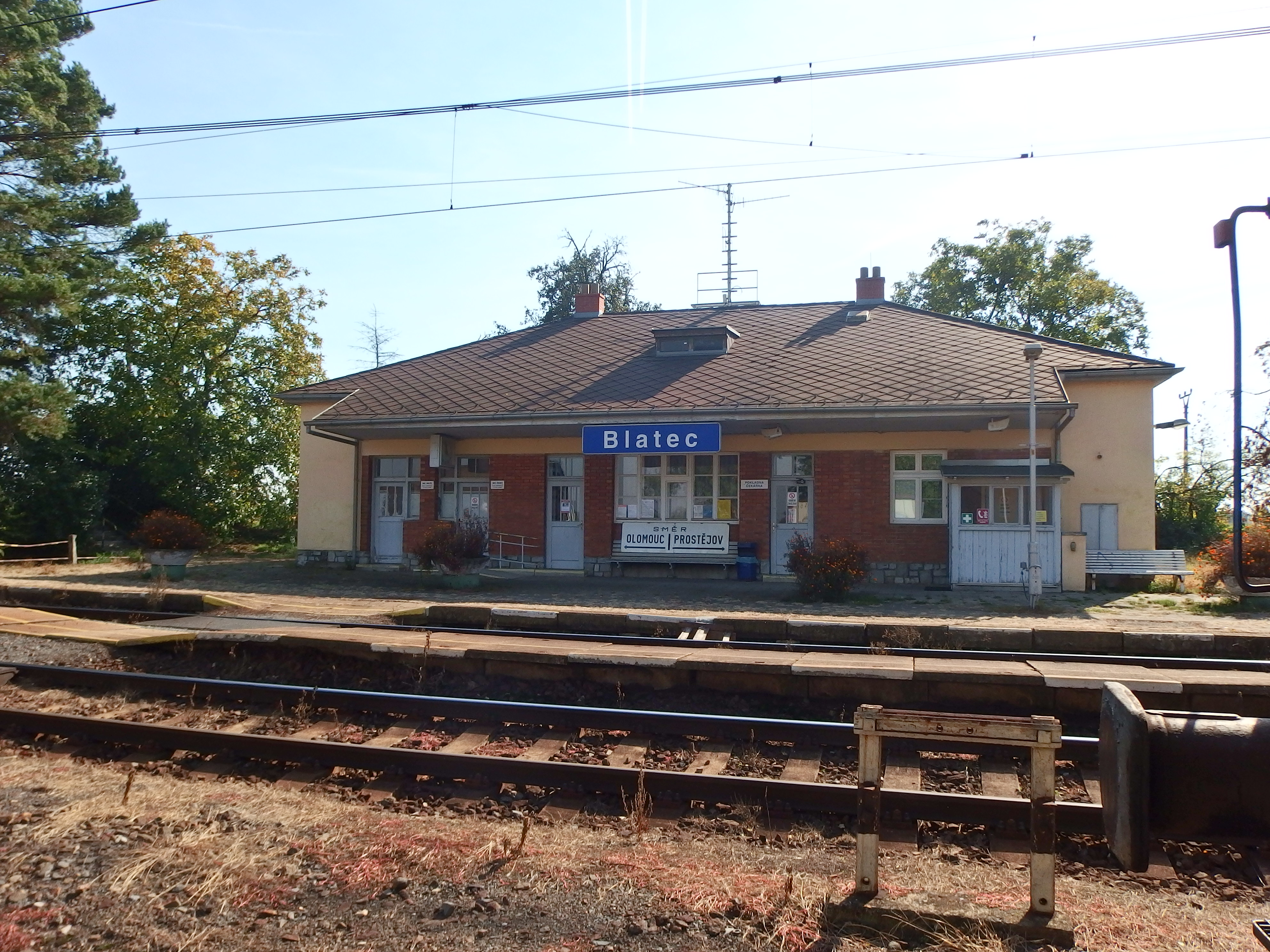
Blatec
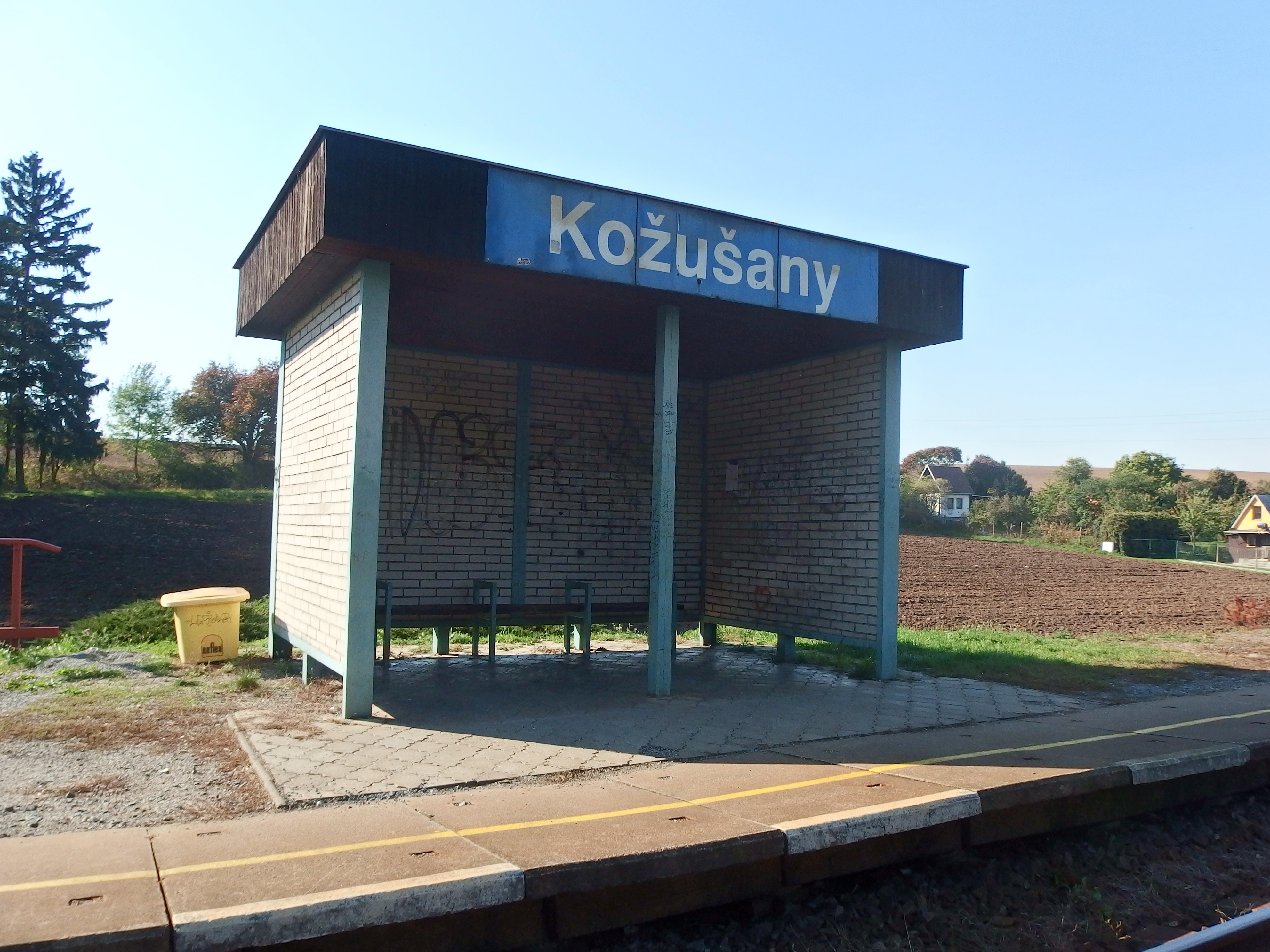
Kožušany
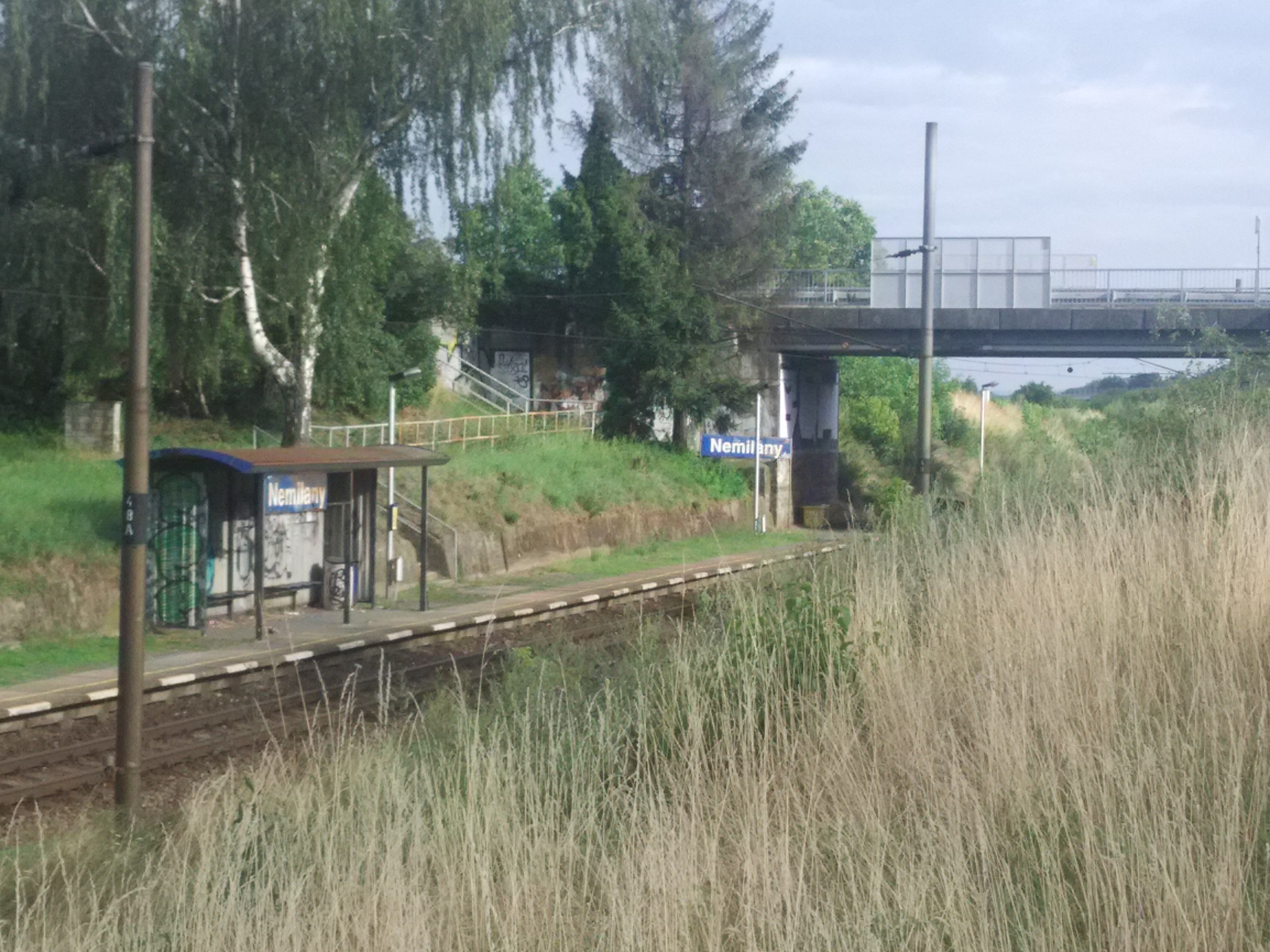
Nemilany (AHr)
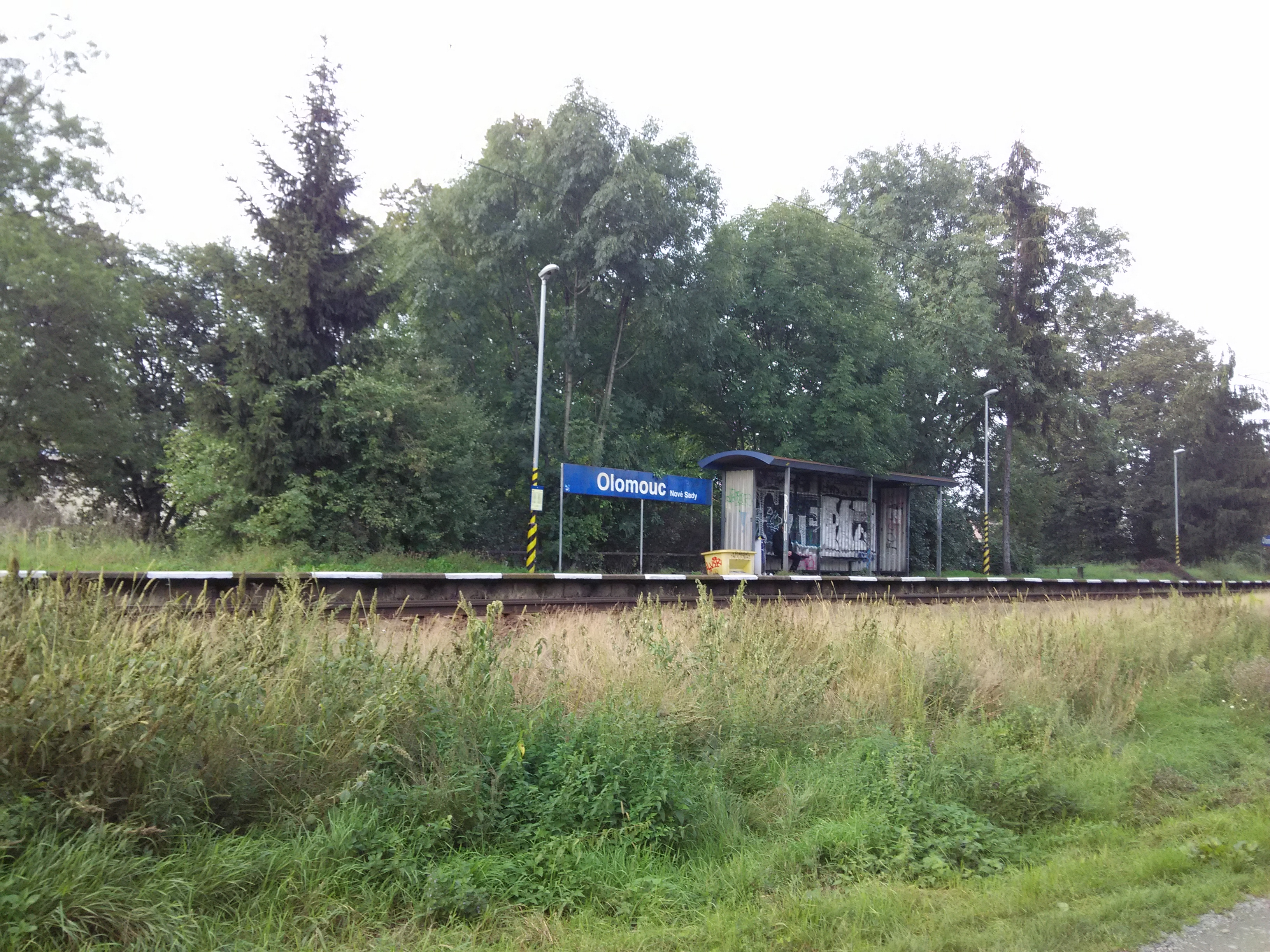
Olomouc-Nové Sady
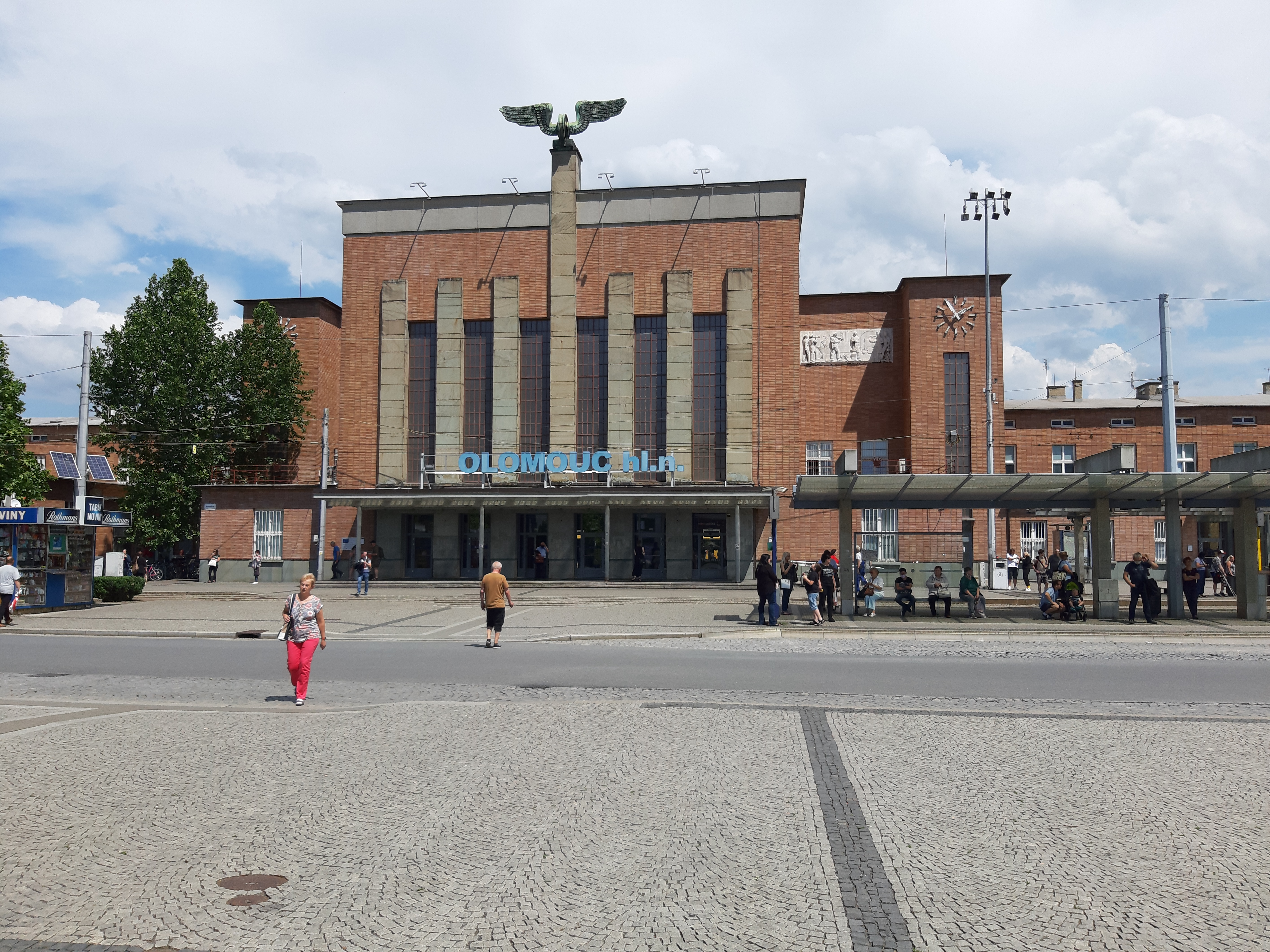
Olomouc hlavní nádraží

## Navazující tratě

### Nezamyslice
- Železniční trať Brno–Přerov
- zrušená železniční trať Nezamyslice–Morkovice

### Prostějov hlavní nádraží
- Železniční trať Třebovice v Čechách – Chornice – Prostějov/Velké Opatovice
- Železniční trať Červenka–Prostějov

### Olomouc hlavní nádraží
- Železniční trať Česká Třebová – Přerov
- Železniční trať Olomouc–Šumperk
- Železniční trať Olomouc – Senice na Hané
- Železniční trať Olomouc – Opava východ